# Høie
Høie är en tätort i Tysværs kommun i Rogaland fylke i sydvästra Norge. Orten ligger vid fylkesväg 4794, på den östra sidan av Førresfjorden.
Tidigare har orten tillhört dåvarande Avaldsnes kommun.